# Neonauclea
Neonauclea es un género con 109 especies de plantas con flores perteneciente a la familia Rubiaceae.

## Especies seleccionadas
- Neonauclea acuminata
- Neonauclea angustifolia
- Neonauclea anthraciticus
- Neonauclea artocarpoides
- Neonauclea ategii
- Neonauclea auriculata
- Neonauclea bartlingii[2]